# Шульц, Юрий Францевич
Юрий Францевич Шульц (или Юлий Францевич; 1923—2005) — советский и российский учёный, исследователь древней и средневековой медицины, переводчик греческой, латинской и новолатинской поэзии.

## Биография
Родился 14 июля 1923 года в Ржеве.
Участник Великой Отечественной войны, кавалер ордена Славы. Участвовал в боях под Москвой и на Курской дуге, затем на Украине. Служил командиром отделения артиллерийской разведки, был радистом при батальоне пехотного полка. В 1944 г. был дважды ранен.
После войны учился на кафедре классической филологии МГУ, которую закончил в 1950 году. Некоторое время работал в отделе нумизматики ГМИИ им. Пушкина, затем, большую часть жизни, — во 2-м Медицинском институте, где в 1955—1989 годах заведовал кафедрой латинского языка. Собирал монеты и антикварные книги.
Член Союза писателей (1973). Доктор филологических наук (1974), профессор (1976).
Умер в 2005 году[уточнить]. Похоронен на Пятницком кладбище.

## Труды
Переводы:
- Цельс, Авл Корнелий. О медицине. / Пер. Ю. Ф. Шульца. Вступ. ст. и ред. В. Н. Терновского. М., 1959. 408 стр. 3000 экз.
- Греческая и латинская эпиграмма о медицине и здоровье. / Вступ. ст. Ю. Ф. Шульца и А. Г. Лушникова. Сост. и примеч. Ю. Ф. Шульца. М., Медгиз. 1960. 112 стр. 1000 экз.
- Саммоник, Квинт Серен. Медицинская книга. (Целебные предписания). / Вступ. ст., пер. и коммент. Ю. Ф. Шульца. М., Медгиз, 1961. 271 стр. 1500 экз.
- Медицина в памятниках латинской и греческой литературы. М., 1966.
- Арнольд из Виллановы. Салернский кодекс здоровья, написанный в XIV столетии… / Пер. и примеч. Ю. Ф. Шульца, вступ. ст. В. Н. Терновского и Ю. Ф. Шульца. М., Медицина. 1964. 135 стр. 4500 экз.
  - 2-е изд., дополн. М., Медицина. 1970. 110 стр. 50000 экз. (в прилож.: Псевдо-Макр (Одо из Мена). О свойствах трав; Немецкий архипоэт. Просьба по возвращении из Салерно)
  - Цвет медицины Салерно: (Стихотворные предписания Салернской школы). (приложение: Оттон Кремонский. О выборе и свойствах простых и сложных лекарств). М., Медицина. 1995. 157 стр. 3000 экз.
  - Салернский кодекс здоровья. / Пер. Ю. Ф. Шульца. М., Рипол классик. 2002.
- Книга античности и Возрождения о временах года и здоровья. / Пер., сост. и комм. Ю. Ф. Шульца, вступ. ст. В. Н. Терновского и Ю. Ф. Шульца. М., Книга. 1971. 143 стр. 5000 экз. (авторы: Гесиод. Гиппократ. Николай Калликл. Неизвестный. Лукреций Кар. Авл Корнелий Цельс. Квинт Серен Саммоник. Валафрид Страбон. Одо из Мена (Мацер Флорид). Арнольд из Виллановы. Гелий Эобан Гесс. Абу Али Ибн Сина (Авиценна))
- Эразм Роттердамский. Стихотворения. / Пер. Ю. Ф. Шульца. Иоанн Секунд. Поцелуи. / Пер. С. В. Шервинского. (Серия «Литературные памятники»). М., Наука. 1983. 320 стр. 100000 экз.
- В геммах великая сила: Легенды и были о минералах. / Вступ. ст., пер. и примеч. Ю. Ф. Шульца. М., Квартет. 1994. 79 стр. 10000 экз.
- Валафрид Страбон. Садик. Вандальберт Прюмский. О названиях, знаках зодиака, культурах и климатических свойствах двенадцати месяцев. Марбод Реннский. Лапидарий. / Изд. подг. Ю. Ф. Шульц. (Серия «Литературные памятники»). М., Наука. 2000. 176 стр.
- Паллад Александрийский. Эпиграммы. (в РГАЛИ)

Наибольшее число переводов Шульца включено в следующие издания:
- Античная лирика. (Серия «Библиотека всемирной литературы», т.4). М., Художественная литература. 1968.
- Поздняя латинская поэзия. М., 1982.
- Греческая эпиграмма. (Серия «Литературные памятники»). СПб.: Наука, 1993.
- Поэты «Латинской антологии». М.: Изд-во МГУ, 2003.

Работы:
- Учебник латинского языка. (Для мед. ин-тов). 2-е изд. М., Медицина. 1973. 320 стр. 50000 экз.
- Медицинская дидактическая поэзия на латинском языке IX—XIV столетий. (Валафрид Страбон. Одо из Мена. Арнольд из Виллановы). Автореф. дисс. … д. филол. н. Л., ЛГУ. 1972.

Сборники под редакцией Шульца:
- Медицина в памятниках латинской литературы (I—XVI вв.). Сб. ст. / Под ред. Ю. Ф. Шульца. (Труды 2 МГМИ, т. 125. Серия «История медицины». Вып.8). М., Б. м. 1980. 150 стр.
- Минералы в медицине античности и средних веков. Сб. науч. тр. / Под ред. Ю. Ф. Шульца. М., Б. и. 1985. 148 стр. 1000 экз.
- Медицина в поэзии греков и римлян: Сб. текстов. / Сост., вступ. ст. и примеч. Ю. Ф. Шульца. М., Медицина. 1987. 124 стр. 30000 экз.